# Anne Schleper
Pour les articles homonymes, voir Schleper.
Anne Schleper (née le 30 janvier 1990 à Saint Cloud, dans l'État du Minnesota) est une joueuse américaine de hockey sur glace évoluant dans la ligue élite féminine en tant que défenseure. Elle a remporté une Médaille d'argent aux Jeux olympiques de Sotchi en 2014. Elle a également représenté les États-Unis dans 4 championnat du monde, remportant 3 médailles d'or et une d'argent.
En 2013, elle remporte la coupe Clarkson avec les Blades de Boston.

## Statistiques

### En club
| Saison    | Équipe                      | Ligue |    | Saison régulière | Saison régulière | Saison régulière | Saison régulière | Saison régulière |   | Séries éliminatoires | Séries éliminatoires | Séries éliminatoires | Séries éliminatoires | Séries éliminatoires |
| Saison    | Équipe                      | Ligue | PJ | B                | A                | Pts              | Pun              | PJ               | B | A                    | Pts                  | Pun                  |                      |                      |
| 2008-2009 | Golden Gophers du Minnesota | NCAA  | 40 | 7                | 19               | 26               | 32               |                  |   |                      |                      |                      |                      |                      |
| 2009-2010 | Golden Gophers du Minnesota | NCAA  | 40 | 12               | 20               | 32               | 44               |                  |   |                      |                      |                      |                      |                      |
| 2010-2011 | Golden Gophers du Minnesota | NCAA  | 38 | 8                | 20               | 28               | 26               |                  |   |                      |                      |                      |                      |                      |
| 2011-2012 | Golden Gophers du Minnesota | NCAA  | 41 | 5                | 23               | 28               | 26               |                  |   |                      |                      |                      |                      |                      |
| 2012-2013 | Blades de Boston            | LCHF  | 24 | 2                | 13               | 15               | 40               | 4                | 0 | 1                    | 1                    | 4                    |                      |                      |
| 2016-2017 | Beauts de Buffalo           | LNHF  | 6  | 0                | 1                | 1                | 2                | -                | - | -                    | -                    | -                    |                      |                      |

### En équipe nationale
| Année | Équipe             | Compétition                  |   | PJ | B | A | Pts | Pun               |  | Résultat |
| 2008  | États-Unis - 18ans | Championnat du monde - 18ans | 5 | 1  | 2 | 3 | 4   | Médaille d'or     |  |          |
| 2011  | États-Unis         | Championnat du monde         | 5 | 1  | 1 | 2 | 2   | Médaille d'or     |  |          |
| 2012  | États-Unis         | Championnat du monde         | 5 | 0  | 2 | 2 | 0   | Médaille d'argent |  |          |
| 2013  | États-Unis         | Championnat du monde         | 5 | 0  | 1 | 1 | 2   | Médaille d'or     |  |          |
| 2014  | États-Unis         | Jeux olympiques              | 5 | 1  | 2 | 3 | 2   | Médaille d'argent |  |          |
| 2015  | États-Unis         | Championnat du monde         | 4 | 1  | 6 | 7 | 2   | Médaille d'or     |  |          |